# The Decemberists
The Decemberists je americká hudební skupina. Jejími členy jsou zpěvák a kytarista Colin Meloy, kytarista Chris Funk, hráčka na klávesové nástroje Jenny Conlee, basista Nate Query a bubeník John Moen. Vznikla roku 2000 v Portlandu ve státě Oregon a své první dlouhohrající album nazvané Castaways and Cutouts kapela vydala roku 2002. Na několika pozdějších deskách kapela spolupracovala s producentem Tuckerem Martinem a album I'll Be Your Girl (2018) produkoval John Congleton. Kapela vystupovala v různých televizních pořadech, včetně Jimmy Kimmel Live! a Conan.

## Diskografie
- Castaways and Cutouts (2002)
- Her Majesty the Decemberists (2003)
- Picaresque (2005)
- The Crane Wife (2006)
- The Hazards of Love (2009)
- The King Is Dead (2011)
- What a Terrible World, What a Beautiful World (2015)
- I'll Be Your Girl (2018)
- As It Ever Was, So It Will Be Again (2024)